# Chen Jian (historien)
Pour le diplomate chinois, voir Chen Jian.
Chen Jian est professeur d'histoire, spécialiste des rapports entre la république populaire de Chine et les États-Unis, à l'université Cornell. Auparavant, il était C. K. Yen Professor de Relations sino-américaines au Miller Center of Public Affairs (en) de l'université de Virginie. Depuis 2000, il est également Zijiang Visiting Professor à l'École normale supérieure de l'Est de la Chine.

## Études
Étudiant à l'université lors de la révolution culturelle chinoise, Chen Jian refusa de témoigner sur les activités de ses condisciples et subit la prison à deux reprises pour « correction d'attitude ». Comme bon nombre de jeunes gens de sa génération, il ne put finir ses études et dut travailler comme travailleur manuel. 
À l'âge de 25 ans, après avoir continué à étudier en autodidacte, il fut l'un des rares étudiants de son district à être admis à l'université. 
Il obtint une maîtrise ès lettres M.A. à l'université Fudan et à l'École normale supérieure de l'Est de la Chine en 1982.
Il obtint un doctorat PhD à la Southern Illinois University (en) en 1990. 
Il est l'un des principaux spécialistes sur la Chine moderne et ses relations internationales,.

## Publications

### Livres
- (en) Mao's China and the Cold War, University of North Carolina Press, 2001,  (ISBN 0807849324 et 978-0807849323).
- (en) China's Road to the Korean War: The Making of the Sino-American Confrontation, Columbia University Press, 1994,  (ISBN 0231100256 et 978-0231100250).
- (en) The Road to a Global War: A Chinese Study of the Origins of the Second World War, Shanghai, Xuelin Press, 1989.
- (en) Co-directeur, avec Shuguang Zhang, de Chinese Communist Foreign Policy and the Cold War in Asia: New Documentary Evidence (Chicago Imprint, 1996).

- Chen Jian. 2006. The Chinese Communist "Liberation" of Tibet. In Brown & Pickowicz, eds., Dilemmas of Victory, 130–59.

### Articles
- The Tibetan Rebellion of 1959 and China’s Changing Relations with India and the Soviet Union, Journal of Cold War Studies 8.3 (2006), 54-101
- Deng Xiaoping, Mao’s ‘Continuous Revolution’, and the Path toward the Sino-Soviet Split” (CWIHP Bulletin 10)
- A Crucial Step toward the Breakdown of the Sino-Soviet Alliance: The Withdrawal of Soviet Experts from China in July 1960 (CWIHP Bulletin 8-9)
- CCP Leaders’ Selected Works and the Historiography of the Chinese Communist Revolution” (CWIHP Bulletin 6-7)
- The Sino-Soviet Alliance and China’s Entry into the Korean War (CWIHP Working Paper 1)

## Prix
- Emmy Award en 2005[3].